# Потёмкино (Тульская область)
Потёмкино — село в Щёкинском районе Тульской области России.
В рамках административно-территориального устройства относится к Головеньковской сельской администрации Щёкинского района, в рамках организации местного самоуправления включается в сельское поселение Яснополянское.

## География
Село находится в центральной части Тульской области, в лесостепной зоне, в пределах северо-восточной Среднерусской возвышенности, на правом берегу реки Воздремок, к северу от автодороги 70К-038, на расстоянии примерно 6 километров (по прямой) к западо-юго-западу от города Щёкино, административного центра района. Абсолютная высота — 153 метра над уровнем моря.

### Климат
Климат характеризуется как умеренно континентальный, с умеренно холодной снежной зимой и тёплым летом. Среднегодовая многолетняя температура воздуха составляет +3,8 — +4,5 °С. Средняя температура воздуха самого холодного месяца (января) — −10 °C (абсолютный минимум — −42 °C), средняя температура самого тёплого (июля) — +18 °С (абсолютный максимум — +38  °С). Безморозный период длится около 138 дней. Продолжительность периода активной вегетации растений (со среднесуточной температурой воздуха выше 10 °C) составляет 134 дня. Среднегодовое количество атмосферных осадков составляет 550—600 мм, из которых большая часть (396—400 мм) выпадает в тёплый период. Снежный покров держится в течение примерно 144—147 дней. Среднегодовая скорость ветра составляет 4 м/с.

### Часовой пояс
Село Потёмкино, как и вся Тульская область, находится в часовой зоне МСК (московское время). Смещение применяемого времени относительно UTC составляет +3:00.

## Население
| 2010 |
| ---- |
| 1    |

### Национальный состав
Согласно результатам переписи 2002 года, в национальной структуре населения русские составляли 100 % из 3 чел.